# محمد الخليوي
محمد الخليوي لاعب كرة قدم سعودي سابق هو محمد صالح محيميد الخليوي مواليد 24 مايو 1971 في مدينة جدة غرب المملكة العربية السعودية لاعب سابق، لأندية الاتحاد والأهلي، كما مثل المنتخب السعودي.
يعد الخليوي من أبرز نجوم كرة القدم السعودية السابقين، يلعب في مركز الدفاع ويُلقب بـ"الأستاذ"، قضى قرابة 15 عاماً في كرة القدم، طرزها بالذهب والألقاب والإنجازات.

## مسيرته
تدرج النجم محمد الخليوي مع نادي الاتحاد حتى وصل للفريق الأول عام 1989م وهو العام الذي شهد انطلاقته القوية مع نادي الاتحاد حيث قدم مستويات متميزة وشكل ثنائياً قوياً مع زميله أحمد جميل. وفي عام 1991م نجح محمد الخليوي في الفوز بأول بطولة مع نادي الاتحاد وذلك على كأس ولي العهد أمام نادي النصر، ليتم اختياره في قائمة المنتخب بكأس أمم آسيا 1992 في اليابان والتي شارك فيها كلاعب أساسي.
ومنذ ذلك العام لم يغب محمد الخليوي عن المنتخب حتى 2001 م، واصبح ركيزة اساسية في المتخب بجانب زميله في الاتحاد أحمد جميل ولاعب الأهلي عبدالله سليمان. وحقق الخليوي الكثير من البطولات والإنجازات خلال مسيرته الكروية، حيث حقق مع الاتحاد أكثر من 10 بطولات، وساهم مع المتخب في التأهل لكأس العالم 94، و98، وشارك فيهما. وفي كأس العالم 1998م، وقد تعرض للطرد في كأس العالم 1998، المجموعة الثالثة مباراة السعودية وفرنسا، وقد تعرض الفرنسي زين الدين زيدان للطرد أيضاً في وقت لاحق من نفس المبارة. كما شارك في أولمبياد أتلانتا 1996 وسجل هدفاً رائعاً في أستراليا ببطولة كأس العالم لكرة القدم.
وحرمته الإصابة في عام 2002م من المشاركة مع المنتخب في مونديال 2002 ليبتعد منذ ذلك العام عن تمثيل المنتخب، ويعلن في عام 2003م قرار أثار الاتحاديين بانتقاله للغريم التقليدي النادي الأهلي ولكنه لم يوفق مع الفريق ليلعب بعد عامين لنادي أحد ثم اعتزل كرة القدم ويتجه للعمل كمشرف للنشاط الرياضي في المعهد العالي للكهرباء والماء في مدينة رابغ HIWPT.

## إسهاماته مع الاتحاد
- بطولة الدوري السعودي أربع مرات أعوام 1417هـ و1419هـ و1420هـ و1421هـ.
- كأس ولي العهد ثلاث مرات أعوام 1411هـ و1417هـ و1421هـ.
- كأس الاتحاد السعودي مرتين 1417هـ و1419هـ.
- كأس الخليج عام 1419هـ.
- كأس آسيا للأندية عام 1419هـ.
- كأس السوبر السعودي المصري عام 1421هـ.

## اسهاماته مع المنتخب
- التأهل والمشاركة في كأس العالم 1994 بأمريكا.
- التأهل والمشاركة في كأس العالم 1998 بفرنسا.
- التأهل لكأس العالم 2002 بكوريا الجنوبية واليابان.
- تحقيق كأس آسيا 1996 بالإمارات.
- تحقيق كأس الخليج 12 بالإمارات.
- تحقيق كأس العرب 1998 بقطر.
- المشاركة في أولمبياد 1996 بأتلانتا.
- وصافة كأس آسيا 1992 باليابان.

## وفاته
توفي محمد الخليوي مساء الأربعاء الموافق 12 يونيو 2013 بمستشفى السلام بجدة وذلك إثر نوبة قلبية مفاجئة وذلك عن عمر ناهز 42 سنة.

## ردة الفعل بعد وفاته
- أعلن عدد من الشخصيات الاتحادية وعلى رأسهم حمزة ادريس ومنصور البلوي إنشاء صندوق لدعم أسرة الراحل محمد الخليوي.
- أعلنت إدارة نادي الاتحاد وإدارة نادي الاهلي عن إقامة مباراة خيرية بين الفريقين تعود أرباحها لعائلة الفقيد.